# Eudarcia egregiellum
Eudarcia egregiellum is een vlinder uit de familie van de Meessiidae. Deze soort is voor het eerst wetenschappelijk beschreven als Obesoceras egregiellum door Günther Petersen in een publicatie uit 1973.
De soort komt voor in Afghanistan.